# アンリ・グレゴワール

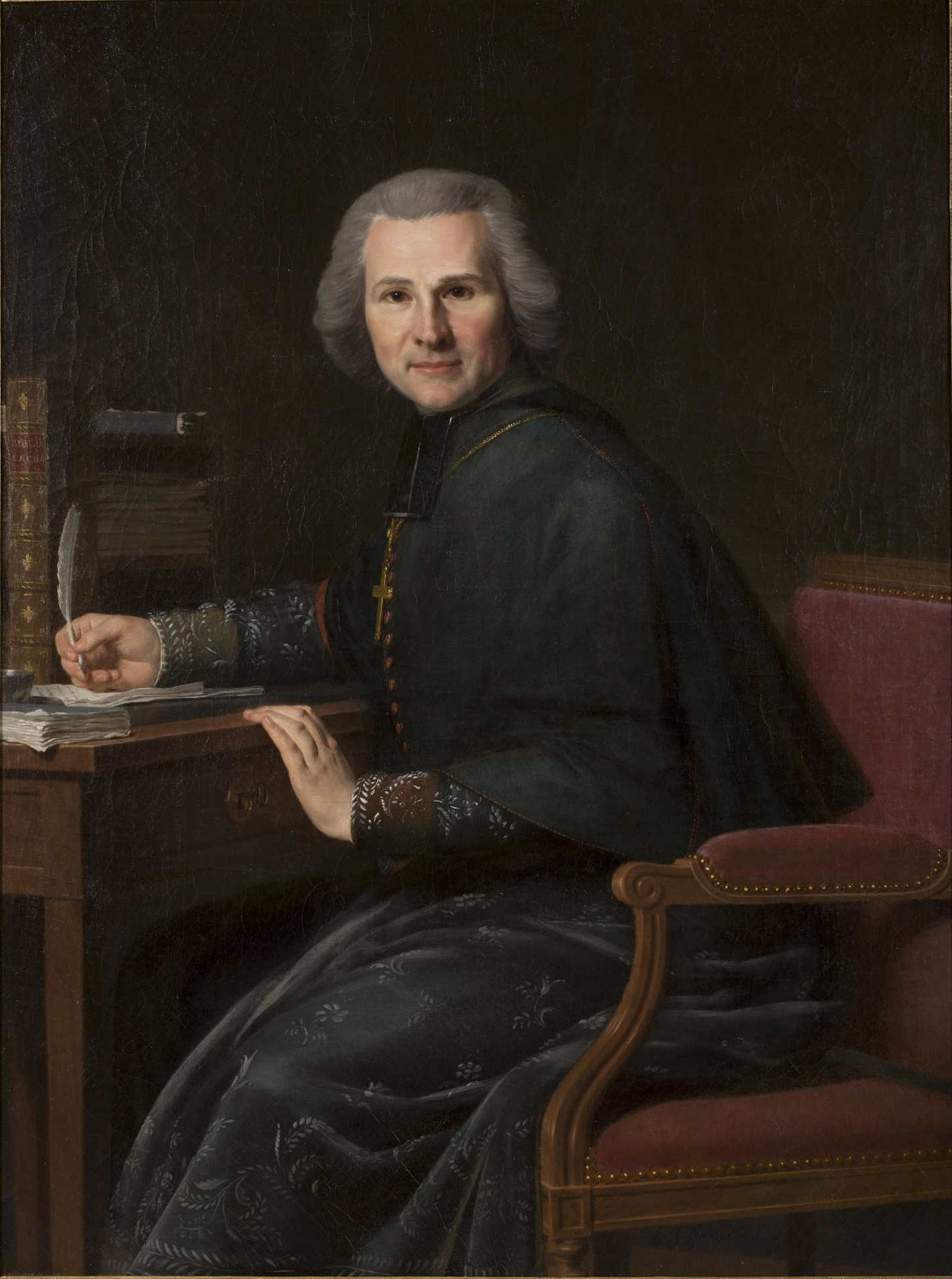
アンリ・グレゴワール（1800年）

アンリ・グレゴワール（Henri Grégoire、1750年12月4日 - 1831年5月20日）は、フランスのカトリック司教、革命政治家。グレゴワール師（l'abbé Grégoire）と呼ばれることも多い。
フランス革命時の代表的なヒューマニスト、平等主義者であった。

## 生涯

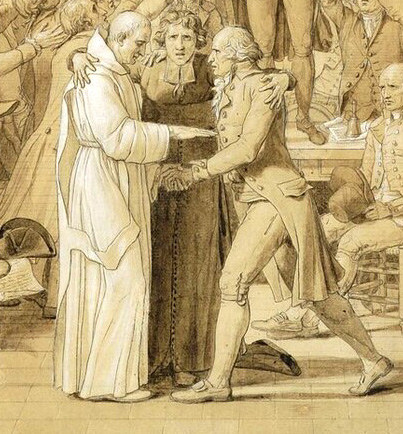
ダヴィッド「球戯場の誓い」より。中央がグレゴワール。

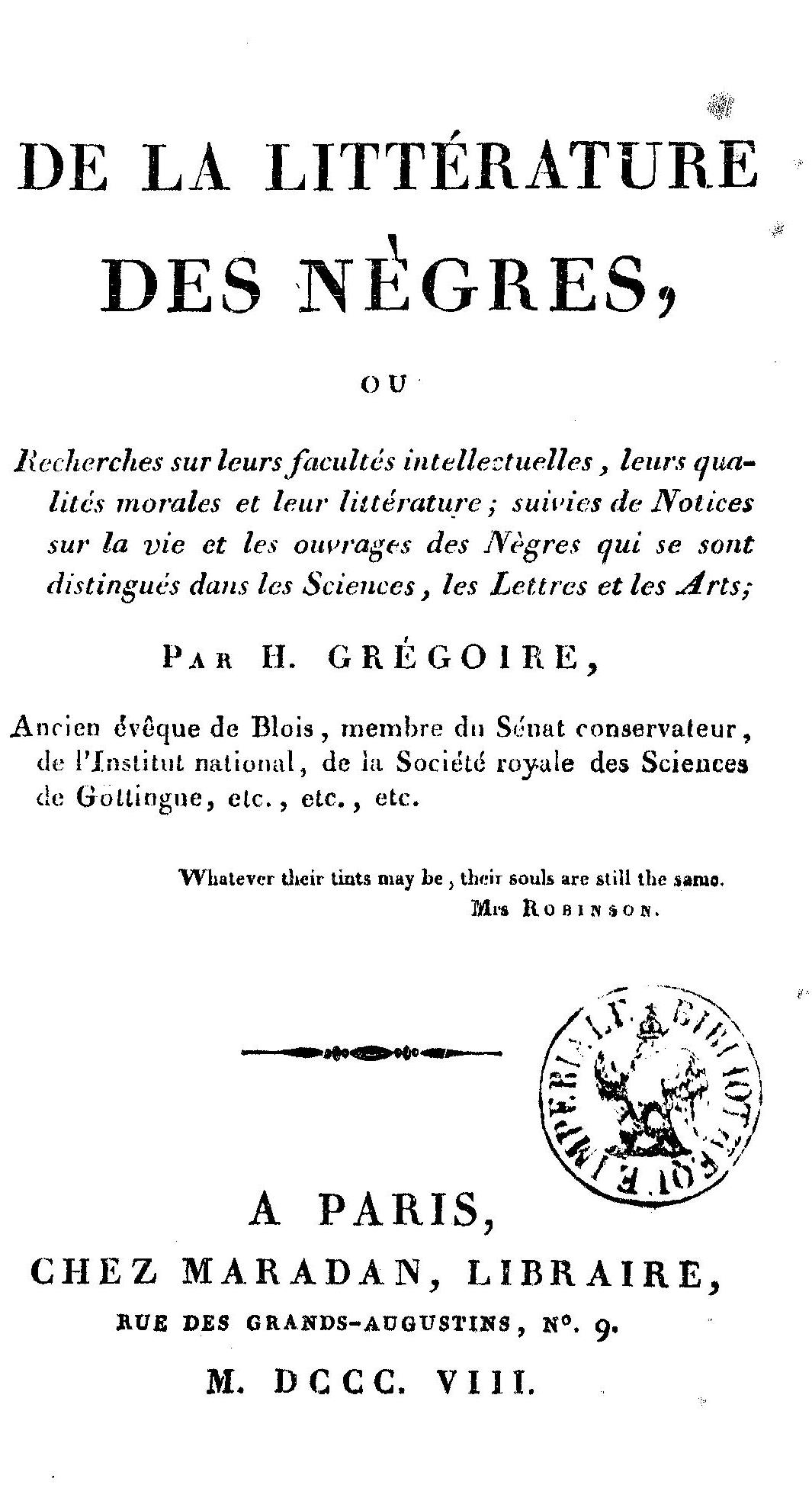
『黒人の文学について』（1808年）

グレゴワールはリュネヴィル近郊のヴェオ(Vého)に生まれ（当時はロレーヌ公国領）、アンベルメニル(fr)小教区の主任司祭に任命された。
1788年、グレゴワールはユダヤ人の生活条件の向上を訴える有名な論文をメスの王立科学アカデミーに提出した。
- Sur la régénération physique, morale, et politique des Juifs. Metz: Claude Lamort. (1789)

翌1789年に三部会が招集されると、ナンシー選挙区の代議士に選ばれた。グレゴワールは聖職者（第一身分）であったにもかかわらず第三身分に参加し、同年6月の第三身分を中心とした国民議会の開催を積極的に支持した。グレゴワールは、ジャンセニスムやガリカニスムに共鳴して革命を支持する聖職者のグループの中で目立った存在になった。
バスティーユ襲撃以降は、貴族や教会の特権の剥奪を先導した。1790年に聖職者民事基本法が制定されると、真っ先に憲法への忠誠を宣誓し、ブロワの立憲派司教に選出された。グレゴワールは奴隷制度廃止を主張する「黒人の友の会」(Société des amis des Noirs)の会長であり、1791年に有色人種の公民権を要請し、彼らの要求の代弁者を任じた。
- Lettre aux citoyens de couleur et nègres libres de Saint-Domingue, et autres isles françoises de l'Amérique. (1791)

1791年6月にルイ16世が国外逃亡を企てたヴァレンヌ事件が起きると、グレゴワールは君主制に強く反対し、1792年9月21日の国民公会で王政廃止を提議、11月には国王を裁判にかけることを提議した。グレゴワールはその直後に国民公会の議長に選出された。ただしルイ16世を死刑とした裁判には旅行中で参加していない。
1794年、テルミドールのクーデターでマクシミリアン・ロベスピエールが処刑された後、グレゴワールは彼の行った文化破壊行為をヴァンダリズム（グレゴワールの造語）と批判し、その後は信仰の自由を支持する発言を行うようなった。グレゴワールは公共図書館の再興や、植物園の設立、技術教育の改善などの事業を行った。
総裁政府時代の1795年9月に五百人会の議員に、1799年のブリュメールのクーデター以降は新設の立法院の議員になり、1800年に議長に選ばれた。1801年12月には護憲元老院の議員に選ばれた。グレゴワールはレジオンドヌール勲章のコマンダン（コマンドゥール）を受章し、フランス学士院の会員に選ばれた。しかしグレゴワールはナポレオン・ボナパルトとローマ教皇との和解に反対し、1801年のコンコルダートの後、1801年10月8日に司教を辞職した。彼はナポレオンの皇帝即位を認める1804年5月の元老院決議に反対した5人の議員のひとりだった。また、ナポレオンが新しい貴族を作ったことや、ジョゼフィーヌとの離婚にも反対した。グレゴワールはその後イギリスやドイツを旅行したが、1814年にナポレオンが追放されると帰国して、帝政に反対する活動を扇動した。
王政復古時代には革命家のグレゴワールは危険人物とされた。フランス学士院から追放され、退職させられた。1819年にグレゴワールはイゼール県の下院議員に選ばれたが、エリー・ドゥカズ首相によって選挙は無効とされ、以降は隠居生活を送った。
1831年にパリで没し、モンパルナス墓地に埋葬された。1989年のフランス革命200周年祭で、遺灰がパンテオンに移された。

## フランスの言語政策
グレゴワールはまたフランス語の方言撲滅を主張した人物としても知られる。グレゴワールは「総人口2800万人のうち、600万人はフランス語を知らず、600万人は片言しか話せない」ことを報告した。革命のスローガンである自由と平等を達成するためには、国民が俚言（パトワ）を捨てて標準のフランス語を話す必要があるとした。
- Rapport sur la nécessité et les moyens d'anéantir les patois et d'universaliser l'usage de la langue française. (1794)（国民公会での報告）

グレゴワールは革命以前の1788年の論文以来、一貫して方言の根絶を主張してきた。方言の現状を知るため、1790年に43項目からなるアンケートを作って各地の知人、知識人、議員、聖職者たち、ジャコバン・クラブなどに送った。国語であるフランス語の普及と方言の根絶は、グレゴワールだけでなく革命期の教育方針の基本的原則だった。